# Nemoraea grandis
Nemoraea grandis là một loài ruồi trong họ Tachinidae.